# شهرستان ال فاو (القضریف)
شهرستان ال فاو (به عربی: حی الفاو، القضارف) یک منطقهٔ مسکونی در سودان است که در القضارف (ایالت سودان) واقع شده‌است.